# 가덕도 (여수시)
가덕도(加德島)는 전라남도 여수시 소호동에 있는 섬이다. 2011년 7월 13일 환경부장관이 특정도서로 지정·고시하였다.

## 특정도서
가덕도에는 특정식물 Ⅲ등급종인 애기참반디를 비롯하여 서어나무, 나도밤나무, 정금나무, 말채나무, 다릅나무 등 식물 종다양성이 높고, IUCN RED LIST 취약종(VU)인 섬개개비 등 다양한 조류가 서식하고 있어 독도 등 도서지역의 생태계보전에 관한 특별법에 의거 특정도서로 지정되었다.
- 지정일자 : 2011년 7월 13일
- 지정번호 : 제177호
- 면적 : 23,901m2
- 지번 : 전라남도 여수시 소호동 산161

## 행위 제한
특정도서안에서는 「대한민국 독도 등 도서지역의 생태계보전에 관한 특별법」 제8조에 의거 누구든지 다음 각호의 1에 해당하는 행위를 하거나 허가를 하여서는 아니된다.
- 건축물·공작물의 신축·개축·증축
- 개간·매립·준설 또는 간척
- 택지의 조성·토지의 형질변경·토지의 분할
- 공유수면의 매립
- 입목·죽의 벌채 또는 훼손
- 도로의 신설
- 흙·모래·자갈·돌의 채취, 광물의 채굴, 지하수의 개발
- 가축의 방목, 야생동물의 포획·살생 또는 그 알의 채취, 야생식물의 채취
- 특정도서에 서식하거나 도래하는 야생 동·식물 또는 특정도서 안에 존재하는 자연적 생성물을 그 섬 밖으로 반출하는 행위
- 특정도서 안으로 생태계 위해 외래 동·식물을 반입하는 행위
- 폐기물을 매립 또는 투기하는 행위
- 인화물질을 이용하여 음식물을 짓거나 야영을 하는 행위
- 지질·지형·자연적 생성물의 형상손괴 기타 이와 유사한 행위